# هومنتای
هومنتای (به اسپانیایی: Humantay) یک کوه در پرو است که در منطقه کوسکو واقع شده‌است. هومنتای ۵٬۴۷۳ متر بالاتر از سطح دریا واقع شده‌است.